# Блохин, Александр Борисович (футболист)
Александр Борисович Блохин (6 июля 1981) — российский футболист, нападающий.
Воспитанник СДЮШОР «Спартак» Москва, играл за молодёжную команду в первенстве КФК в 1998—1999 годах. На рубеже апреля — мая 2000 года провёл два матча в первом дивизионе за калининградскую «Балтику» — выходил на замену в конце матчей. Остаток сезона провёл в чемпионате Литвы, где в составе «Атлантаса» Клайпеда сыграл пять матчей. В 2001—2002 годах сыграл 35 матчей во втором дивизионе за «Спартак» Кострома. Только в одном случае отыграл полный матч; забил один гол.